# Kserofit
Kserofiti so rastline, prilagojene na življenje v zelo suhih okoljih. To pomeni podnebju z nizko zračno vlago in zelo majhnim deležem vode v tleh. Živijo v puščavah in na suhih skalnatih pobočjih. Imajo zmanjšane površine listov ali drugačne prilagoditve, ki zmanjšajo izgubo vode zaradi izhlapevanja.